# Herman Anders Kullberg
Herman Anders Kullberg, född 1772 i Karlskrona, död i kolera den 13 september 1834 i Stockholm, var en svensk översättare. Han översatte från engelska, franska och tyska och det finns närmare 70 kända översättningar av honom. Han arbetade framför allt åt förläggaren Nils Magnus Lindh i Örebro, som hade specialiserat sig på rövarromaner och annan populärlitteratur. Därav följer att flertalet av de författare han översatte har fallit i glömska.
Under Finska kriget var han sjukhusdirektör i Stockholm. Efter kriget verkade han som syssloman vid Vadstena hospital. På grund av brister i bokföringen avtjänade han därefter ett flerårigt straff på Linköpings slott.

## Översättningar (urval)
- Matthew Gregory Lewis: Munken (Monk: a romance) (översatt tillsammans med Ulrica Carolina Widström) (Carl Deleen och Joh. Gust. Forsgren, 1800-1804)
- Germaine de Staël: Delfine (Delphine) (Nils Magnus Lindh, 1803-1804)
- August Lafontaine: Baron von Bergedorf eller Dygdens princip (Der Baron von Bergedorf oder das Prinzip der Tugend) (Groth och Petre, 1806)
- Emanuel Schikaneder: Trollflöjten: skådespel med sång i 4 akter (Die Zauberflöte) (Henrik And. Nordström, 1812)
- Tydlig anwisning att med lätthet lära de nöjsammaste och mest förwånande kortkonster: ägnad till muntert tidsfördrif i glada sällskapskretsar (Axel Petre, 1829)